# Fujiwara no Michinori
Shinzei (1106 - 13 de desembre de 1160), va ser un aristòcrata, erudit i monjo a finals del període Heian. Shinzei era el seu nom budista després de convertir-se en monjo, el seu pseudònim era Enku i el seu nom secular era Fujiwara no Michinori o Takashina no Michinori. Descendent del clan Fujiwara del Sud i fill de Fujiwara no Sanekane. Cinquè rang júnior, Shonoagon.

## Biografia
La família Michinori (Shinzei) havia estat coneguda com un llinatge d'erudits (funcionaris confucians) durant generacions, des que el seu besavi, Fujiwara no Sanehan, i el seu avi, Fujiwara no Suetsuna, era el cap de la Universitat. No obstant això, el 1112, el seu pare, Sanekane, va morir sobtadament al Kurodosho, i Michinori, de set anys, va ser adoptat pel seu parent , Takashina Tsunetoshi {nota n. 1}
El clan Takashina va servir com a ajudants propers a l'emperador i administradors de la família regent, i tenien una bona situació econòmica, havent ocupat successivament el càrrec de governador de diverses províncies. Sota el patrocini del clan Takashina, Michinori es va dedicar als seus estudis i va perfeccionar els talents que va heretar dels seus avantpassats. Al voltant de 1121, es va casar amb una filla de Takashina Shigenaka (que era, Tsunetoshi) {nota n. 2}
Michinori era de la mateixa generació que Fujiwara no Ienari, el servidor més favorit de l'emperador Toba, i es diu que va tenir contacte amb Taira no Tadamori i el seu fill, Kiyomori, a través d'Ienari.
La primera vegada que Michiken va ser nomenat a un rang oficial va ser l'any 1124 com a Chugu Shoshin (Emperadriu Fujiwara no Shoshi) (Eisho-ki, 23 d'abril de 1124 (7 de juny de 1124), i el novembre del mateix any, quan Shoshi va rebre el títol d'emperador, va ser nomenat com a Taiken Kuro -in. També va servir com a tresorer de sisè rang de l'emperador Sutoku, que era fill de Shoshi, però se li va concedir el rang de noblesa l'any 1127 i va ser rellevat de les seves funcions com a tresorer. El mateix any, la seva segona esposa, Fujiwara Asako, va ser escollida com a nodrissa del quart fill de l'emperador Toba, el príncep Masahito (posteriorment emperador Go-Shirakawa) {nota n 3}
Després de la seva abdicació, Michinori va començar a servir l'emperador Toba als barris del nord cap a l'any 1133, i amb els seus amplis coneixements, que es van descriure com a incomparables en el seu temps, va ascendir per esdevenir Inden no Shonin (noble de la cort) i Inno Judge-dai (cort sense jutge). Més tard va ser nomenat Hyuga no Kami i també va compilar el "Hoso Rui-rin".
El desig de Michinori era seguir els passos del seu besavi i el seu avi i ocupar un lloc a l'Oficina de la Universitat (líder de Daigaku-ryo, Monjo Hakase i Shikibu-taifu) i restaurar el nom de la seva família com a llinatge d'erudits. No obstant això, sota el sistema de noblesa de la cort de l'època, on la successió hereditària era altament prevalent, Michinori, que havia estat registrat amb el clan Takashina, va ser en aquell moment privat de la seva elegibilitat per succeir a Sanenori i Suetsuna, i per tant ja no va poder ocupar un càrrec oficial a la Universitat de Tòquio. A més, fins i tot si hagués pogut utilitzar la seva intel·ligència com a buròcrata pràctic, la posició d'assistent de l'emperador en els afers governamentals va ser monopolitzada pel clan Fujiwara del llinatge Kanshuji.

## Monjo
Decebut per això i sentint-se impotent, Michinori va començar a plantejar-se fer-se monjo. En escoltar rumors sobre la reclusió de Michinori, Fujiwara no Yorinaga li va enviar una carta dient: 
| « | "Els seus talents no li permeten ocupar posicions destacades, i ja està planejant retirar-se del món, i el món no els respectarà això conduirà a la destrucció del nostre país, com Déu va ordenar l'1 d'agost de l'1 de setembre de 2012". | » |

Uns dies després, Michinori i Yorinaga es van trobar i es van lamentar de l'absurd del món. Michinori va dir: 
| « | "A causa de la mala sort, no he pogut ocupar un càrrec i ara estic a punt de retirar-me d'aquest món. Com la gent tendeix a pensar, el meu talent ha estat anul·lat pel cel de la vida" | » |

(Taiki, 11 d'agost, 2n any de l'era Koji (21 de setembre de 1143).
En un intent de dissuadir-lo de convertir-se en monjo, l'emperador Toba el va nomenar al rang de Cinquè Grau Júnior el 1143, i el 1144 li va permetre tornar al seu cognom Fujiwara i el va nomenar Shonagon. I el 22 de juliol (22 d'agost) del mateix any, esdevingué monjo i prengué el nom de Shinzei.

Fins i tot després de convertir-se en monjo, Shinzei no tenia cap intenció d'abandonar el món secular, i va escriure un poema sobre els seus sentiments d'aquesta manera: 
| « | "Tot i que m'he convertit en monjo i m'he canviat per una túnica tenyida amb tinta, només és de nom, i no tinc cap intenció de deixar-lo tenyir també el meu cor" | » |

(Gekke Wakashu). Quan Hamuro Akiyori, que era assessor polític de l'emperador Toba, va morir l'any 1148, el fill d'Akiyori, que era un home jove, va aconseguir apoderar-se del càrrec i va consolidar la seva confiança, rebent ordres de compilar el "Honcho Seiki".

## Rebel·lió de Hogen
- Per a més detalls, vegeu "Rebel·lió Hogen"

En aquesta situació, l'emperador Konoe va morir el 1155, i es va celebrar un consell reial per decidir el successor al tron. El príncep Shigehito era el candidat més probable, però com a mesura provisional fins que l'altre fill adoptiu de Bifukumon'in, el príncep Morihito (posteriorment emperador Nijō), va ascendir al tron, el seu pare, el príncep Masahito, va pujar al tron als 29 anys sense ser nomenat príncep hereu (emperador Goshirakawa). Això va ser perquè el príncep Morihito encara era un nen petit, i es va preocupar que no fos apropiat que ascendís al tron per davant del seu pare, el príncep Masahito, que encara era viu.
S'especula que la sobtada entronització del príncep Masahito va ser deguda a les maquinacions de Shinzei, que havia estat criant el príncep Masahito {Nota n. 4} Quan l'emperador Toba va morir el juliol de 1156, Shinzei va presidir el funeral, i en la rebel·lió Hogen que va seguir immediatament després, va obligar les forces oposades, l'emperador Sutoku i Fujiwara no Yorinaga, a aixecar-se en armes, i va adoptar activament el suggeriment de Minamoto no Yoshitomo d'un atac nocturn de l'Emperador Go-Shirakawa.
Després de la rebel·lió, Shinzei va restablir la pena de mort, que no s'havia dut a terme oficialment des de l'incident de Kusuko, i va executar samurais inclòs Minamoto no Tameyoshi. També va exercir un poder enorme debilitant el clan Fujiwara i promovent el domini directe de l'Emperador, establint el Nou Sistema Hogen, restaurant l'Oficina de Registres i Registres de Manors i reorganitzant les mansions. La reconstrucció del Palau Imperial i el renaixement del Festival de Sumo també es van deure en gran part a les habilitats de Shinzei.
En portar a terme aquesta política, Shinzei va nomenar els seus fills a llocs clau. Això va provocar el ressentiment dels antics ajudants propers de l'emperador i els aristòcrates. A més, les reformes polítiques de mà dura van provocar una reacció negativa. Mentrestant, l'agost de 1158, l'emperador Nijō, que l'emperador Toba havia considerat com l'hereu legítim del tron, va pujar al tron. Aquesta successió al tron es va decidir mitjançant un "consell entre Budes", és a dir, mitjançant la consulta entre Bifukumon'in i Shinzei. Després de l'ascens al tron de l'emperador Nijō, Shinzei també va enviar el seu propi fill per convertir-se en un col·laborador proper de l'emperador, però això al seu torn va despertar el ressentiment dels col·laboradors propers de l'emperador, i els moviments anti-Shinzei van començar a sorgir tant entre els ajudants retirats com entre els col·laboradors propers de l'emperador. {Nota n. 5}

## Rebel·lió Heiji
- Per a més detalls, vegeu "Heiji Rebellion"

Finalment, Fujiwara Nobuyori de la facció Insei i Oimikado Tsunemune i Hamuro Korekata de la facció pro governamental, malgrat les seves diferències en les línies polítiques, van començar a avançar cap a enderrocar a Shinzei. {Nota n. 6} Nobuyori va controlar Minamoto no Yoshitomo sota el seu comandament i també va guanyar Minamoto no Mitsuyasu, que estava a prop de l'emperador Nijō, al seu costat, i va anar guanyant poder militar gradualment. Entre ells, Taira no Kiyomori, el més gran aristòcrata militar, es trobava en una posició neutral a causa del seu matrimoni amb Shinzei i Nobuyori, i es va mantenir a distància tant de les faccions governamentals com de claustrals.
El desembre de 1159, quan Taira no Kiyomori va anar de pelegrinatge a Kumano, creant un buit militar a la capital, les forces anti-Shinzei van aprofitar l'oportunitat per atacar el Palau de Sanjo al Palau Imperial. {Nota n. 7}
Shinzei havia percebut el perill per endavant i va fugir a Tahara a la província de Yamashiro, on va ordenar als seus criats que s'amaguessin en una caixa feta de bambú amb forats d'aire i enterrat sota terra, però va ser descobert pels perseguidors que qüestionaven els seus criats. Quan el van desenterrar, es va suïcidar apunyalant-se a la gola. Va morir als 55 anys. Quan va ser exhumat, els seus ulls es movien i respirava. Els perseguidors van decapitar a Shinzei i van tornar a Kyoto, on el cap va ser exposat al públic. {nota n. 8} A més, els fills de Shinzei també van ser exiliats per ordre de Nobuyori. {Nota n. 9}
Va destacar en l'àmbit acadèmic i era conegut com un dels més grans estudiosos del seu temps, al costat de Fujiwara no Yorinaga. Tot i que "Imakagami" elogia molt el seu talent, també afirma que va patir desgràcies perquè tenia coneixements en astronomia tot i no ser d'una família de practicants d'Onmyodo.

## Genealogia
- Pare: Fujiwara Sanekane
- Mare: Filla de MINAMOTO no Ariie o MINAMOTO no Arifusa
- Esposa: Senyora de Takashina Shigenaka
  - Nen: Fujiwara Toshinori (1122-1167)
  - Home: Fujiwara Sadanori (1123-?)
  - Fill: Fujiwara no Korenori , més tard conegut com a Yurenbo Ensho (1139-1177)
  - Masculí: Shizuka (1124-?)
  - Masculí: Sukenori (1126-1203)
  - Nen: Kenyo (1134-1189)
- Esposa: Fujiwara Asako (Kii no Tsubone) - Filla de Fujiwara Kanenaga , nodrissa de l'emperador Goshirakawa , Júnior de segon rang , dama de companyia
  - Nen: Fujiwara Shigenori (1135-1187)
- Home: Shoken (1138-1196)
- Home: Myohen (1142-1224)
  - Nen: Fujiwara no Shuhan (1143-?)
- Dona: Awa no Naishi (existeixen altres teories) [ 6 ]
- Mare biològica desconeguda:
  - Masculí: Mitsunori
  - Masculí: Hiromin (?-1182)
  - Masculí: Kakunen (1131-1213)
  - Home: Yukinori
  - Masculí: Noritoshi
  - Masculí: Hirokane
  - Masculí: Noriyoshi
  - Femení: Sala Fujiwara Takaki
  - Femení: sala Fujiwara no Nagakata
  - Femení: habitació de Fujiwara Chikanobu
  - Dona: Habitació del General Major Arifusa (cognom desconegut).
  - Dona: família Fujiwara
  - Dona: dona de Minamoto Tamekuni

## Obres principals
- Segle del Japó
- Professió jurídica forestal
- Comentari sobre el Nihonshoki

## Títols relacionats
Drama televisiu

- " The New Tale of the Heike " (1972, drama de la NHK Taiga, interpretat per Eitaro Ozawa)
- " Taira no Kiyomori " (1992, TBS, interpretat per Tsuyoshi Haraguchi)
- " Taira no Kiyomori " (2012, drama de la NHK Taiga, interpretat per Abe Sadao)